# Angee Hughes
Pour les articles homonymes, voir Hughes.
Angee Hughes, née le 22 novembre 1955 à Austin (Texas), est une actrice américaine apparue dans des productions cinématographiques, télévisuelles et théâtrales. Elle est surtout connue pour son rôle de Wanda Gilmore dans la série PBS Wishbone. Elle est originaire de Memphis. Elle a étudié les arts de la scène à la Texas State University et a ensuite suivi sa formation au Circle in the Square Theatre School de New York.

## Filmographie
- 1994 : L'Apprenti millionnaire (Blank Check) : Woman in Parking Lot
- 1994 : The Texas Chainsaw Massacre: The Next Generation (The Return of the Texas Chainsaw Massacre) : Stuffed Family
- 1995 : Texas Justice (TV) : Carla Delgado
- 1996 : Lily Dale (TV) : Mrs. Westheimer
- 1996 : Don't Look Back (en) (TV) : Airport Nun
- 1997 : Rough Riders (TV) : Sara Bardshar
- 1998 : Wishbone's Dog Days of the West (TV) : Wanda Gilmore
- 2000 : Où le cœur nous mène (Where the Heart Is) : Religious Woman
- 2000 : Docteur T et les femmes (Dr T and the Women) : Dr. T's Staff
- 2004 : Envy : Woman at Play